# The Tender, The Moving, The Swinging Aretha Franklin
The Tender, The Moving, The Swinging Aretha Franklin è il quarto album in studio di Aretha Franklin.

## Pubblicazione
L'album è stato pubblicato il 13 agosto 1962, quando la Franklin aveva 20 anni. Era il suo primo album a raggiungere del successo commerciale, raggiungendo la posizione 69 della classifica di Billboard della musica pop. L'album è stato registrato negli studi di New York della Columbia Records. Nessuno dei singoli tratti dall'album è stato però una hit.

## Tracce

### Disco 1
1. "Don't Cry, Baby" (Saul Bernie, James P. Johnson, Stella Unger) 3:23
2. "Try a Little Tenderness" (James Campbell and Reginald Connelly, Harry M. Woods) 3:16
3. "I Apologize" (Al Hoffman, Al Goodhart, Ed Nelson) 2:53
4. "Without the One You Love" (Aretha Franklin) 2:48
5. "Look for the Silver Lining" (Jerome Kern, B.G. DeSylva) 3:04
6. "I'm Sitting on Top of the World" (Ray Henderson, Sam M. Lewis, Joe Young) 2:42

### Disco 2
1. "Just for a Thrill" (Lil Hardin Armstrong, Don Raye) 2:33
2. "God Bless the Child" (Billie Holiday, Arthur Herzog, Jr.) 3:03
3. "I'm Wandering" (Berry Gordy, Jr., Tyran Carlo) 3:27
4. "How Deep Is the Ocean" (Irving Berlin) 2:48
5. "I Don't Know You Anymore" (Gary Geld, Peter Udell) 2:50
6. "Lover Come Back to Me" (Sigmund Romberg, Oscar Hammerstein II) 2:35